# Andrei Mărgăritescu
Silviu Andrei Mărgăritescu (ur. 1 stycznia 1980 w Pitești) – rumuński piłkarz grający na pozycji defensywnego pomocnika. Od 2011 roku jest piłkarzem klubu CS Mioveni.

## Kariera klubowa
Karierę piłkarską Mărgăritescu rozpoczął w klubie Rapid Bukareszt. W 1999 roku awansował do kadry pierwszego zespołu Rapidu i 2 października 1999 zadebiutował w pierwszej lidze rumuńskiej w wygranym 2:0 domowym meczu z FC Brașov. W 2000 roku wywalczył z Rapidem wicemistrzostwo kraju, a latem tamtego roku odszedł do drugoligowego Tractorulu Brașov. Grał w nim przez dwa lata, a następnie przeszedł do Olimpii Satu Mare. Z kolei w sezonie 2003/2004 grał w innym drugoligowcu, Unirei Focșan.
Latem 2004 Mărgăritescu wrócił do pierwszej ligi, gdy podpisał kontrakt z zespołem Dinama Bukareszt. W klubie tym występował przez pełne 4 sezony. W sezonie 2006/2007 wywalczył z nim mistrzostwo Rumunii. Z kolei wcześniej, w 2005 roku, zdobył z Dinamem Puchar i Superpuchar Rumunii.
W połowie 2008 roku Rumun został piłkarzem rosyjskiego Tereka Grozny. W rosyjskiej Priemjer Lidze swój debiut zanotował 20 lipca 2008 w spotkaniu z Rubinem Kazań. W Tierieku grał do lata 2009.
W 2009 roku Mărgăritescu wrócił do Dinama Bukareszt, a w 2011 roku został zawodnikiem CS Mioveni.
| Sezon   | Klub              | Kraj    | Rozgrywki     | Mecze | Bramki |
| ------- | ----------------- | ------- | ------------- | ----- | ------ |
| 1999/00 | Rapid Bukareszt   | Rumunia | Divizia A     | 11    | 0      |
| 2000/01 | Tractorul Brașov  | Rumunia | Divizia B     | 26    | 4      |
| 2001/02 | Tractorul Brașov  | Rumunia | Divizia B     | 25    | 3      |
| 2002/03 | Olimpia Satu Mare | Rumunia | Divizia B     | 25    | 0      |
| 2003/04 | Olimpia Satu Mare | Rumunia | Divizia B     | 25    | 3      |
| 2004/05 | Dinamo Bukareszt  | Rumunia | Divizia A     | 29    | 2      |
| 2005/06 | Dinamo Bukareszt  | Rumunia | Divizia A     | 20    | 0      |
| 2006/07 | Dinamo Bukareszt  | Rumunia | Liga I        | 31    | 1      |
| 2007/08 | Dinamo Bukareszt  | Rumunia | Liga I        | 26    | 2      |
| 2008    | Terek Grozny      | Rosja   | Priemjer-Liga | 16    | 0      |
| 2009    | Terek Grozny      | Rosja   | Priemjer-Liga | 17    | 0      |
| 2009/10 | Dinamo Bukareszt  | Rumunia | Liga I        | 6     | 0      |
| 2010/11 | Dinamo Bukareszt  | Rumunia | Liga I        | 17    | 0      |
| 2011/12 | CS Mioveni        | Rumunia | Liga I        |       |        |

## Kariera reprezentacyjna
W reprezentacji Rumunii Mărgăritescu zadebiutował 6 września 2006 roku w wygranym 2:0 meczu eliminacji do Euro 2008 z Albanią. Od 2006 do 2007 roku rozegrał w kadrze narodowej 3 mecze.
| Mecze i gole w reprezentacji | Mecze i gole w reprezentacji | Mecze i gole w reprezentacji | Mecze i gole w reprezentacji | Mecze i gole w reprezentacji | Mecze i gole w reprezentacji | Mecze i gole w reprezentacji |
| #                            | Data                         | Stadion                      | Rywal                        | Wynik                        | Gol                          | Rozgrywki                    |
| 2006                         | 2006                         | 2006                         | 2006                         | 2006                         | 2006                         | 2006                         |
| ---------------------------- | ---------------------------- | ---------------------------- | ---------------------------- | ---------------------------- | ---------------------------- | ---------------------------- |
| 1.                           | 06.09.2006                   | Tirana, Albania              | Albania                      | 2:0                          | 0                            | el. ME 2008                  |
| 2007                         |                              |                              |                              |                              |                              |                              |
| 2.                           | 17.10.2007                   | Luksemburg, Luksemburg       | Luksemburg                   | 2:0                          | 0                            | el. ME 2008                  |
| 3.                           | 21.11.2007                   | Bukareszt, Rumunia           | Albania                      | 6:1                          | 0                            | el. ME 2008                  |